# Fumichon
Fumichon – miejscowość i gmina we Francji, w regionie Normandia, w departamencie Calvados.
Według danych na rok 1990 gminę zamieszkiwało 185 osób, a gęstość zaludnienia wynosiła 28 osób/km² (wśród 1815 gmin Dolnej Normandii Fumichon plasuje się na 701. miejscu pod względem liczby ludności, natomiast pod względem powierzchni na miejscu 750.).